# ليون هاري غافين
ليون هاري غافين (بالإنجليزية: Leon Harry Gavin) (25 فبراير 1893 – 15 سبتمبر 1963) كان سياسيًا أمريكيًا وعضوًا في مجلس النواب الأمريكي عن ولاية بنسلفانيا، ممثلًا للحزب الجمهوري.

## النشأة والتعليم
وُلد غافين في مدينة بافالو بولاية نيويورك في 25 فبراير 1893، وانتقل عام 1915 إلى مدينة أويل سيتي بولاية بنسلفانيا حيث استقر هناك.

## المسيرة العسكرية
خدم غافين في جيش الولايات المتحدة خلال الحرب العالمية الأولى، حيث كان رقيبًا في الكتيبة الحادية والخمسين من الفرقة السادسة للمشاة.

## الحياة المهنية والسياسية
بعد الحرب، عمل غافين في مجالات خدمة المجتمع والتنظيم المدني، حيث كان:
- عضو مجلس الدفاع في مقاطعة فينانغو، بنسلفانيا.
- عضو مجلس الاستئناف لهيئة الخدمة الانتقائية.
- الأمين التنفيذي لغرفة تجارة أويل سيتي.
- عضو اللجنة الوطنية للمحافظة على الطيور المهاجرة بين عامي 1958 و1963[5].

انتُخب نائبًا في مجلس النواب الأمريكي عن الحزب الجمهوري، واستمر في تمثيل دائرته الانتخابية حتى وفاته في 15 سبتمبر 1963.

## الوفاة
توفي ليون هاري غافين في أويل سيتي بولاية بنسلفانيا عن عمر ناهز 70 عامًا، ودُفن في مقبرة محلية بالمدينة.